# ژیلبر بکو
ژیلبر بکو (فرانسوی: Gilbert Bécaud‎؛ ۲۴ اکتبر ۱۹۲۷ – ۱۸ دسامبر ۲۰۰۱) خواننده، آهنگساز، نوازنده پیانو و هنرپیشه اهل فرانسه بود. وی بین سال‌های ۱۹۴۸ تا ۲۰۰۱ میلادی فعالیت می‌کرد و به خاطر اجراهای پرتب‌وتابش به لقب «مرد هزار ولتی» معروف شده‌بود. وی همچنین برنده نشان شوالیه لژیون دونور شده است.

## زندگی‌نامه
ژیلبر بکو در تولون فرانسه زاده شد و نوازندگی پیانو را در سنین جوانی آموخت و پس از آن به کنسرواتوآر نیس رفت. در سال ۱۹۴۲ و در جریان جنگ جهانی دوم مدرسه را ترک کرد و به مقاومت فرانسه پیوست. او در سال ۱۹۴۸ و پس از ملاقات با موریس ویدالین شروع به نوشتن ترانه کرد. ویدالین الهام‌بخش ژیلبر برای نوشتن موسیقی‌های اولیه او شد.